# Молино I (Асколи Пичено)
Молино I (итал. Molino I) насеље је у Италији у округу Асколи Пичено, региону Марке.
Према процени из 2011. у насељу је живело 15 становника. Насеље се налази на надморској висини од 170 м.